# ايا تراوري
ايا تراوري (بالفرنسية: Iya Traore)‏ هو لاعب كرة قدم غيني، ولد في 1986 في غينيا.